# Adejeania brasiliensis
Adejeania brasiliensis là một loài ruồi trong họ Tachinidae.